# Uwajna (Aleppo)
Uwajna (arab. عوينة) – wieś w Syrii, w muhafazie Aleppo, w dystrykcie Ajn al-Arab. W 2004 roku liczyła 382 mieszkańców.